# A Shot in the Dark (film 1912)
A Shot in the Dark è un cortometraggio muto del 1912 diretto da Ben F. Wilson (con il nome Ben Wilson) qui al suo esordio come regista.

## Produzione
Il film fu prodotto dalla Bison Motion Pictures.

## Distribuzione
Distribuito dall'Universal Film Manufacturing Company, il film uscì nelle sale cinematografiche USA il 31 agosto 1912.